# Seiya Yamaguchi
Seiya Yamaguchi (født 2. september 1993) er en japansk fodboldspiller, som spiller for den japanske fodboldklub SC Sagamihara.